# Axel Träff
John Axel Träff, född 21 september 1875 i Ekeberga församling, Kronobergs län, död 7 april 1958 i Mjölby församling, Östergötlands län, var en svensk fabrikör och politiker (socialdemokrat).
Träff var som kommunalpolitiker stadsfullmäktigeledamot, ledamot av drätselkammaren och fastighetstaxeringsnämnden i Mjölby stad. I riksdagen var han ledamot av första kammaren från 1919, invald i Östergötlands läns valkrets.